# Richmond (KwaZulu-Natal)
Richmond è un centro abitato del Sudafrica, situato nella provincia del KwaZulu-Natal. 